# Grammitis pseudoaustralis
Grammitis pseudoaustralis är en stensöteväxtart som beskrevs av Fourn. Grammitis pseudoaustralis ingår i släktet Grammitis och familjen Polypodiaceae. Inga underarter finns listade.